# Гастонія
Гастонія (Gastonia) — рід рослиноїдних динозаврів з родини анкілозаврів, що жив у ранньому крейдяному періоді (бл. 125 млн років тому). Його рештки у 1998 році на території штату Юта (США) вперше знайшов американський палеонтолог Джеймс Кіркланд. Рід був названий на честь американського колекціонера Роберта Гастона.

## Опис
Динозавр досягав довжини 5 м та висоти 1 м при масі тіла до 2 т. Тіло тварини було добре броньоване, як і його родичі з Polacanthus. На спині мав довгі шипи, а вздовж боків тіла, до кінця хвоста, ряд менших, направлених у сторони. Деякі шипи сягали 1 метр у довжину. У нього (на відміну від анкілозавра та евоплоцефала) булави на хвості не було. На передніх лапах тварини було по п'ять пальців, а на задніх лапах стільки ж, але один з них був дуже маленький.
Жив гастонія в лісах та степах раннього крейдяного періоду (бл. 125 млн років тому). Як динозаври з родини Polacanthinae, гастонія живився низькими рослинами, до яких міг дотягнутися, переважно групи Папоротеподібні.